# Wereldkampioenschap superbike van Monza 2006
Het wereldkampioenschap superbike van Monza 2006 was de vierde ronde van het wereldkampioenschap superbike en het wereldkampioenschap Supersport 2006. De races werden verreden op 7 mei 2006 op het Autodromo Nazionale Monza nabij Monza, Italië.

## Superbike

### Race 1
| Pos | Nr  | Rijder            | Constructeur | Rondes | Tijd         | Grid | Punten |
| --- | --- | ----------------- | ------------ | ------ | ------------ | ---- | ------ |
| 1   | 21  | Troy Bayliss      | Ducati       | 18     | 32:23.100    | 2    | 25     |
| 2   | 4   | Alex Barros       | Honda        | 18     | +3.982       | 3    | 20     |
| 3   | 1   | Troy Corser       | Suzuki       | 18     | +4.216       | 1    | 16     |
| 4   | 41  | Noriyuki Haga     | Yamaha       | 18     | +4.395       | 10   | 13     |
| 5   | 88  | Andrew Pitt       | Yamaha       | 18     | +13.605      | 6    | 11     |
| 6   | 31  | Karl Muggeridge   | Honda        | 18     | +13.665      | 7    | 10     |
| 7   | 55  | Régis Laconi      | Kawasaki     | 18     | +14.066      | 4    | 9      |
| 8   | 44  | Roberto Rolfo     | Ducati       | 18     | +19.170      | 11   | 8      |
| 9   | 57  | Lorenzo Lanzi     | Ducati       | 18     | +25.729      | 13   | 7      |
| 10  | 38  | Shinichi Nakatomi | Yamaha       | 18     | +28.350      | 20   | 6      |
| 11  | 9   | Chris Walker      | Kawasaki     | 18     | +29.639      | 5    | 5      |
| 12  | 16  | Sébastien Gimbert | Yamaha       | 18     | +30.354      | 18   | 4      |
| 13  | 15  | Fabien Foret      | Suzuki       | 18     | +43.838      | 12   | 3      |
| 14  | 105 | Lorenzo Alfonsi   | Ducati       | 18     | +44.312      | 25   | 2      |
| 15  | 8   | Ivan Clementi     | Ducati       | 18     | +44.530      | 21   | 1      |
| 16  | 66  | Norino Brignola   | Ducati       | 18     | +1:05.782    | 26   |        |
| 17  | 28  | Lorenzo Mauri     | Ducati       | 18     | +1:06.502    | 28   |        |
| 18  | 116 | Franco Battaini   | Kawasaki     | 18     | +1:29.793    | 29   |        |
| DNF | 52  | James Toseland    | Honda        | 16     | Ongeluk      | 8    |        |
| DNF | 99  | Steve Martin      | Petronas     | 6      | Uitgevallen  | 23   |        |
| DNF | 18  | Craig Jones       | Petronas     | 4      | Uitgevallen  | 30   |        |
| DNF | 71  | Yukio Kagayama    | Suzuki       | 3      | Ongeluk      | 9    |        |
| DNF | 20  | Marco Borciani    | Ducati       | 2      | Ongeluk      | 17   |        |
| DNF | 3   | Norifumi Abe      | Yamaha       | 0      | Ongeluk      | 27   |        |
| DNF | 13  | Vittorio Iannuzzo | Suzuki       | 0      | Ongeluk      | 24   |        |
| DNF | 69  | Gianluca Nannelli | Honda        | 0      | Ongeluk      | 22   |        |
| DNF | 76  | Max Neukirchner   | Ducati       | 0      | Ongeluk      | 19   |        |
| DNF | 11  | Rubén Xaus        | Ducati       | 0      | Ongeluk      | 16   |        |
| DNF | 84  | Michel Fabrizio   | Honda        | 0      | Ongeluk      | 15   |        |
| DNF | 10  | Fonsi Nieto       | Kawasaki     | 0      | Ongeluk      | 14   |        |
| DNS | 19  | Lucio Pedercini   | Ducati       | 0      | Niet gestart |      |        |

### Race 2
| Pos | Nr  | Rijder            | Constructeur | Rondes | Tijd         | Grid | Punten |
| --- | --- | ----------------- | ------------ | ------ | ------------ | ---- | ------ |
| 1   | 21  | Troy Bayliss      | Ducati       | 18     | 32:17.705    | 2    | 25     |
| 2   | 1   | Troy Corser       | Suzuki       | 18     | +1.916       | 1    | 20     |
| 3   | 41  | Noriyuki Haga     | Yamaha       | 18     | +6.479       | 10   | 16     |
| 4   | 4   | Alex Barros       | Honda        | 18     | +10.227      | 3    | 13     |
| 5   | 52  | James Toseland    | Honda        | 18     | +11.910      | 8    | 11     |
| 6   | 88  | Andrew Pitt       | Yamaha       | 18     | +17.551      | 6    | 10     |
| 7   | 31  | Karl Muggeridge   | Honda        | 18     | +17.720      | 7    | 9      |
| 8   | 10  | Fonsi Nieto       | Kawasaki     | 18     | +17.825      | 14   | 8      |
| 9   | 9   | Chris Walker      | Kawasaki     | 18     | +22.873      | 5    | 7      |
| 10  | 44  | Roberto Rolfo     | Ducati       | 18     | +31.603      | 11   | 6      |
| 11  | 57  | Lorenzo Lanzi     | Ducati       | 18     | +31.610      | 13   | 5      |
| 12  | 38  | Shinichi Nakatomi | Yamaha       | 18     | +34.282      | 20   | 4      |
| 13  | 15  | Fabien Foret      | Suzuki       | 18     | +35.273      | 12   | 3      |
| 14  | 84  | Michel Fabrizio   | Honda        | 18     | +35.306      | 15   | 2      |
| 15  | 11  | Rubén Xaus        | Ducati       | 18     | +40.522      | 16   | 1      |
| 16  | 3   | Norifumi Abe      | Yamaha       | 18     | +51.516      | 27   |        |
| 17  | 13  | Vittorio Iannuzzo | Suzuki       | 18     | +56.396      | 24   |        |
| 18  | 69  | Gianluca Nannelli | Honda        | 18     | +58.679      | 22   |        |
| 19  | 105 | Lorenzo Alfonsi   | Ducati       | 18     | +59.135      | 25   |        |
| 20  | 66  | Norino Brignola   | Ducati       | 18     | +1:00.991    | 26   |        |
| 21  | 20  | Marco Borciani    | Ducati       | 18     | +1:12.581    | 17   |        |
| 22  | 28  | Lorenzo Mauri     | Ducati       | 18     | +1:26.383    | 28   |        |
| 23  | 116 | Franco Battaini   | Kawasaki     | 18     | +1:26.954    | 29   |        |
| DNF | 8   | Ivan Clementi     | Ducati       | 5      | Ongeluk      | 21   |        |
| DNF | 16  | Sébastien Gimbert | Yamaha       | 3      | Uitgevallen  | 18   |        |
| DNF | 55  | Régis Laconi      | Kawasaki     | 2      | Uitgevallen  | 4    |        |
| DNF | 99  | Steve Martin      | Petronas     | 2      | Uitgevallen  | 23   |        |
| DNF | 71  | Yukio Kagayama    | Suzuki       | 2      | Uitgevallen  | 9    |        |
| DNF | 76  | Max Neukirchner   | Ducati       | 1      | Uitgevallen  | 19   |        |
| DNF | 18  | Craig Jones       | Petronas     | 0      | Uitgevallen  | 30   |        |
| DNS | 19  | Lucio Pedercini   | Ducati       | 0      | Niet gestart |      |        |

## Supersport
| Pos | Nr  | Rijder                | Constructeur | Rondes | Tijd         | Grid | Punten |
| --- | --- | --------------------- | ------------ | ------ | ------------ | ---- | ------ |
| 1   | 32  | Yoann Tiberio         | Honda        | 16     | 30:14.618    | 8    | 25     |
| 2   | 127 | Robbin Harms          | Honda        | 16     | +1.924       | 6    | 20     |
| 3   | 16  | Sébastien Charpentier | Honda        | 16     | +4.255       | 1    | 16     |
| 4   | 55  | Massimo Roccoli       | Yamaha       | 16     | +7.224       | 5    | 13     |
| 5   | 54  | Kenan Sofuoğlu        | Honda        | 16     | +7.499       | 7    | 11     |
| 6   | 72  | Stuart Easton         | Ducati       | 16     | +9.015       | 19   | 10     |
| 7   | 23  | Broc Parkes           | Yamaha       | 16     | +9.117       | 11   | 9      |
| 8   | 116 | Johan Stigefelt       | Honda        | 16     | +10.866      | 10   | 8      |
| 9   | 12  | Javier Forés          | Yamaha       | 16     | +10.997      | 18   | 7      |
| 10  | 7   | Stéphane Chambon      | Kawasaki     | 16     | +21.842      | 13   | 6      |
| 11  | 25  | Tatu Lauslehto        | Honda        | 16     | +25.332      | 17   | 5      |
| 12  | 24  | Stefano Cruciani      | Honda        | 16     | +25.478      | 15   | 4      |
| 13  | 94  | David Checa           | Yamaha       | 16     | +26.654      | 21   | 3      |
| 14  | 31  | Vesa Kallio           | Yamaha       | 16     | +34.012      | 20   | 2      |
| 15  | 22  | Kai Børre Andersen    | Suzuki       | 16     | +38.406      | 16   | 1      |
| 16  | 8   | Maxime Berger         | Kawasaki     | 16     | +39.084      | 22   |        |
| 17  | 6   | Mauro Sanchini        | Yamaha       | 16     | +45.191      | 30   |        |
| 18  | 58  | Tomáš Mikšovský       | Honda        | 16     | +49.322      | 31   |        |
| 19  | 17  | Miguel Praia          | Honda        | 16     | +49.345      | 25   |        |
| 20  | 21  | Chris Peris           | Yamaha       | 16     | +51.732      | 26   |        |
| 21  | 15  | Andrea Berta          | Yamaha       | 16     | +53.567      | 33   |        |
| 22  | 60  | Vladimir Ivanov       | Yamaha       | 16     | +56.480      | 34   |        |
| 23  | 38  | Grégory Leblanc       | Honda        | 16     | +1:31.254    | 28   |        |
| DNF | 11  | Kevin Curtain         | Yamaha       | 12     | Uitgevallen  | 4    |        |
| DNF | 145 | Sébastien Le Grelle   | Honda        | 12     | Uitgevallen  | 9    |        |
| DNF | 27  | Tom Tunstall          | Honda        | 11     | Ongeluk      | 32   |        |
| DNF | 57  | Luka Nedog            | Ducati       | 8      | Uitgevallen  | 29   |        |
| DNF | 3   | Katsuaki Fujiwara     | Honda        | 2      | Ongeluk      | 3    |        |
| DNF | 45  | Gianluca Vizziello    | Yamaha       | 2      | Ongeluk      | 2    |        |
| DNF | 68  | David Forner          | Yamaha       | 0      | Uitgevallen  | 27   |        |
| DNF | 77  | Barry Veneman         | Suzuki       | 0      | Uitgevallen  | 14   |        |
| DNF | 73  | Christian Zaiser      | Ducati       | 0      | Uitgevallen  | 12   |        |
| DNS | 37  | William De Angelis    | Honda        | 0      | Niet gestart |      |        |
| DNS | 88  | Julien Enjolras       | Yamaha       | 0      | Niet gestart |      |        |
| DNS | 121 | Alessio Aldrovandi    | Honda        | 0      | Niet gestart |      |        |

## Tussenstanden na wedstrijd

### Superbike
| Pos | Nr | Rijder         | Team   | Punten |
| --- | -- | -------------- | ------ | ------ |
| 1   | 21 | Troy Bayliss   | Ducati | 175    |
| 2   | 1  | Troy Corser    | Suzuki | 139    |
| 3   | 52 | James Toseland | Honda  | 97     |
| 4   | 4  | Alex Barros    | Honda  | 95     |
| 5   | 41 | Noriyuki Haga  | Yamaha | 93     |

### Supersport
| Pos | Nr  | Rijder                | Team   | Punten |
| --- | --- | --------------------- | ------ | ------ |
| 1   | 16  | Sébastien Charpentier | Honda  | 91     |
| 2   | 11  | Kevin Curtain         | Yamaha | 60     |
| 3   | 127 | Robbin Harms          | Honda  | 52     |
| 4   | 32  | Yoann Tiberio         | Honda  | 48     |
| 5   | 23  | Broc Parkes           | Yamaha | 38     |

1990 · 1992 · 1993 · 1995 · 1996 · 1997 · 1998 · 1999 · 2000 · 2001 · 2002 · 2003 · 2004 · 2005 · 2006 · 2007 · 2008 · 2009 · 2010 · 2011 · 2012 · 2013